# Franziskanerkirche (Kochi)
Die Franziskanerkirche, englisch St Francis Church, in Kochi im indischen Bundesstaat Kerala ist die erste europäische Kirche in Indien. Sie ist die ursprüngliche Begräbnisstätte des portugiesischen Entdeckers Vasco da Gama und ein bedeutendes Denkmal der indischen Kolonialgeschichte, in der die Kolonialmächte Portugal, Niederlande und Großbritannien ihre Spuren hinterlassen haben. Das Gotteshaus gehört heute zur Diözese Nord-Kerala der protestantischen Church of South India (Kirche von Südindien), die durch die Vereinigung der anglikanischen, kongregationalistischen, presbyterianischen, reformierten und methodistischen Kirchen Südindiens entstanden ist. Der denkmalgeschützte Bau steht unter der Aufsicht des Archaeological Survey of India.

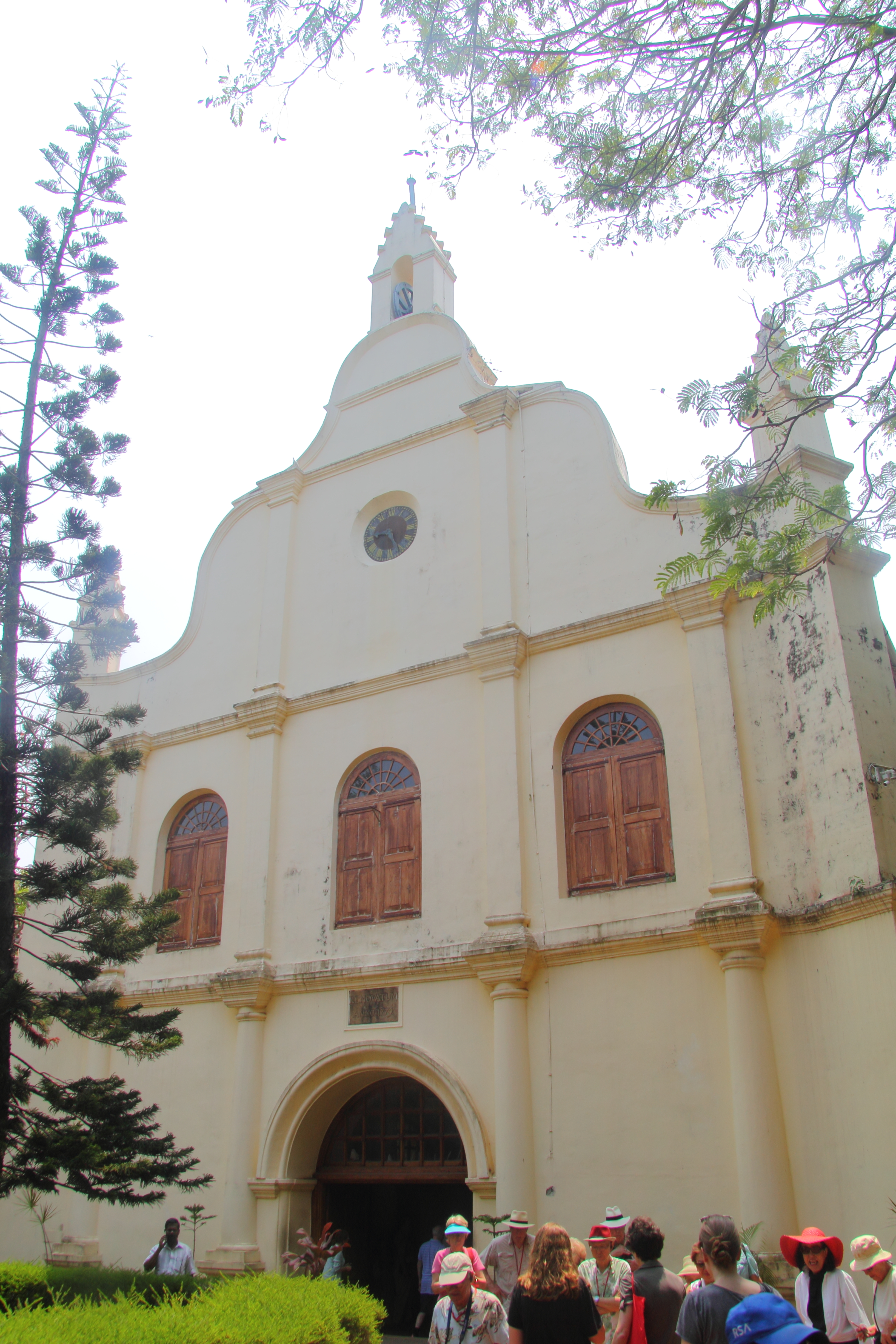
Die Franziskanerkirche in Kochi, Fassade mit Haupteingang

## Architektur
Die Kirche gilt als ein eher bescheidenes Bauwerk ohne besondere architektonische Bedeutung. Sie diente aber als Vorbild für zahlreiche Kirchen, die auf indischem Boden gebaut wurden.
Das hohe Gebäude hat ein Giebeldach, das mit Ziegeln gedeckt ist. Die Fassade ist nach Westen gerichtet und weist ein Hauptportal und drei darüber liegende Fenster auf, die halbkreisförmig überwölbt sind. Die Fassade läuft in einem gestuften Giebel aus, der von zwei Fialen flankiert wird. Auf der Spitze der dreifach gegliederten Giebelfront befindet sich ein Glockenhaus. Im Inneren ist der Chor durch einen einfachen gewölbten Durchgang vom Kirchenschiff getrennt. Die hölzerne Dachkonstruktion ist vom Kirchenschiff aus sichtbar.

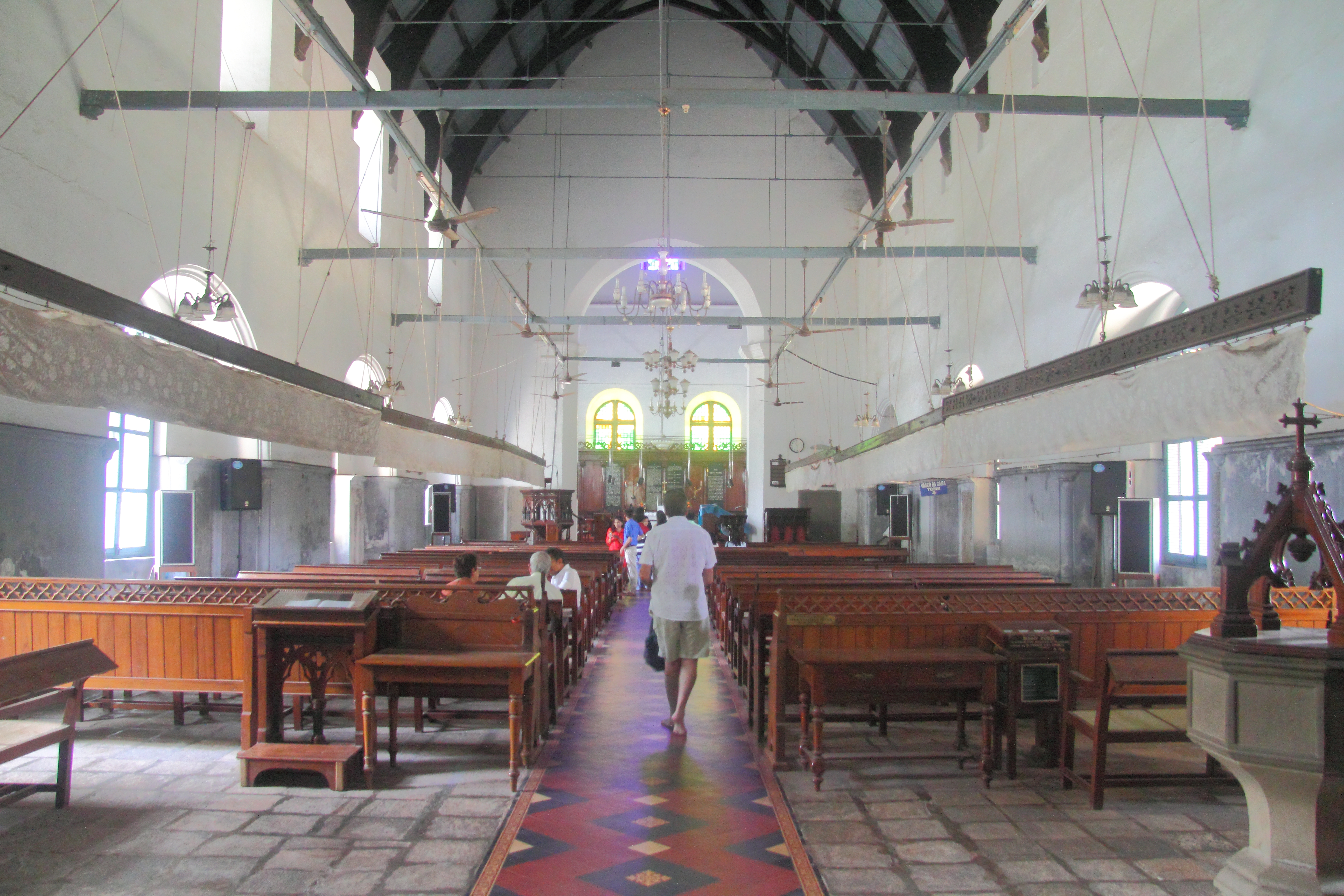
Hauptschiff der Franziskanerkirche
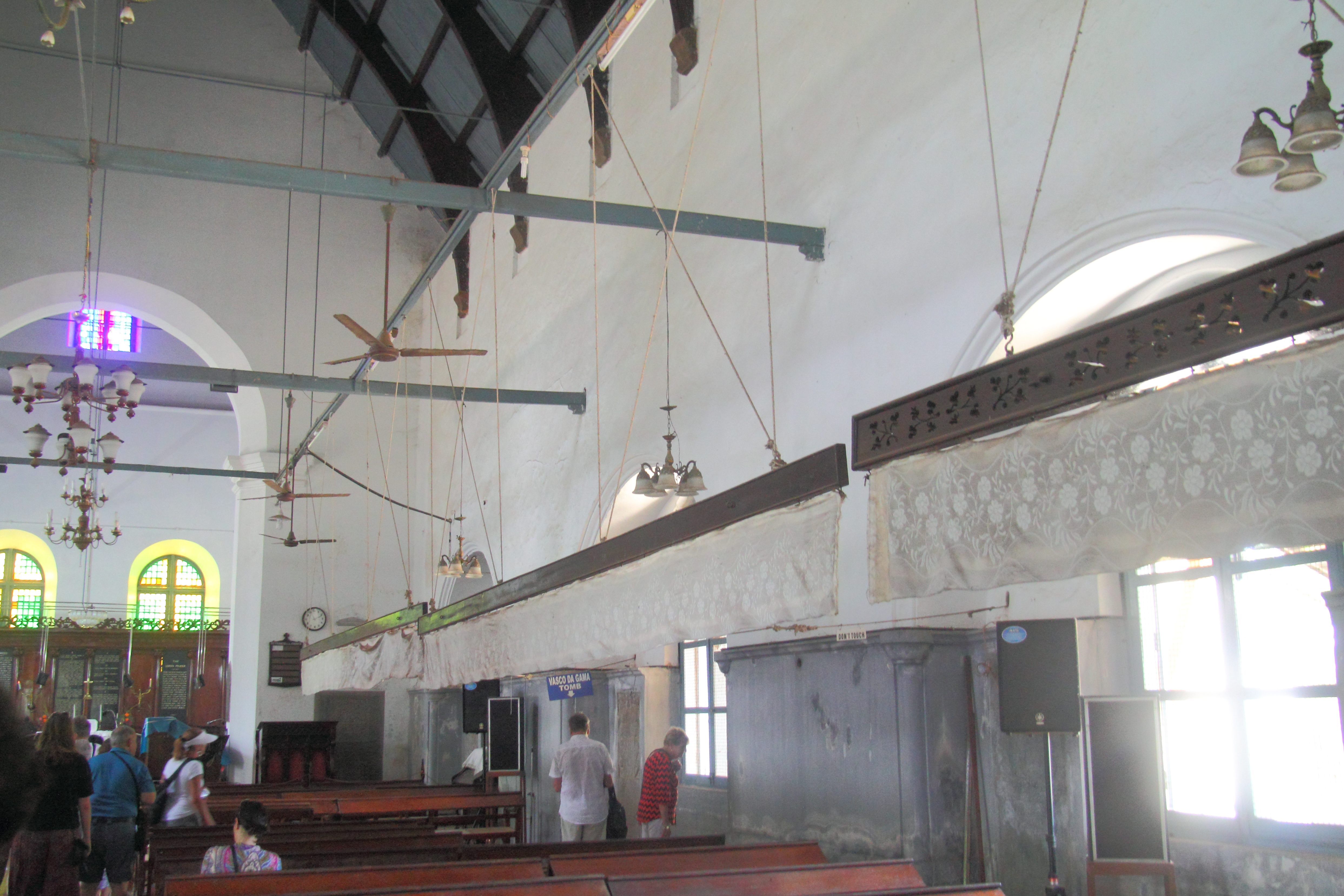
Luftfächer über den Kirchensitzen
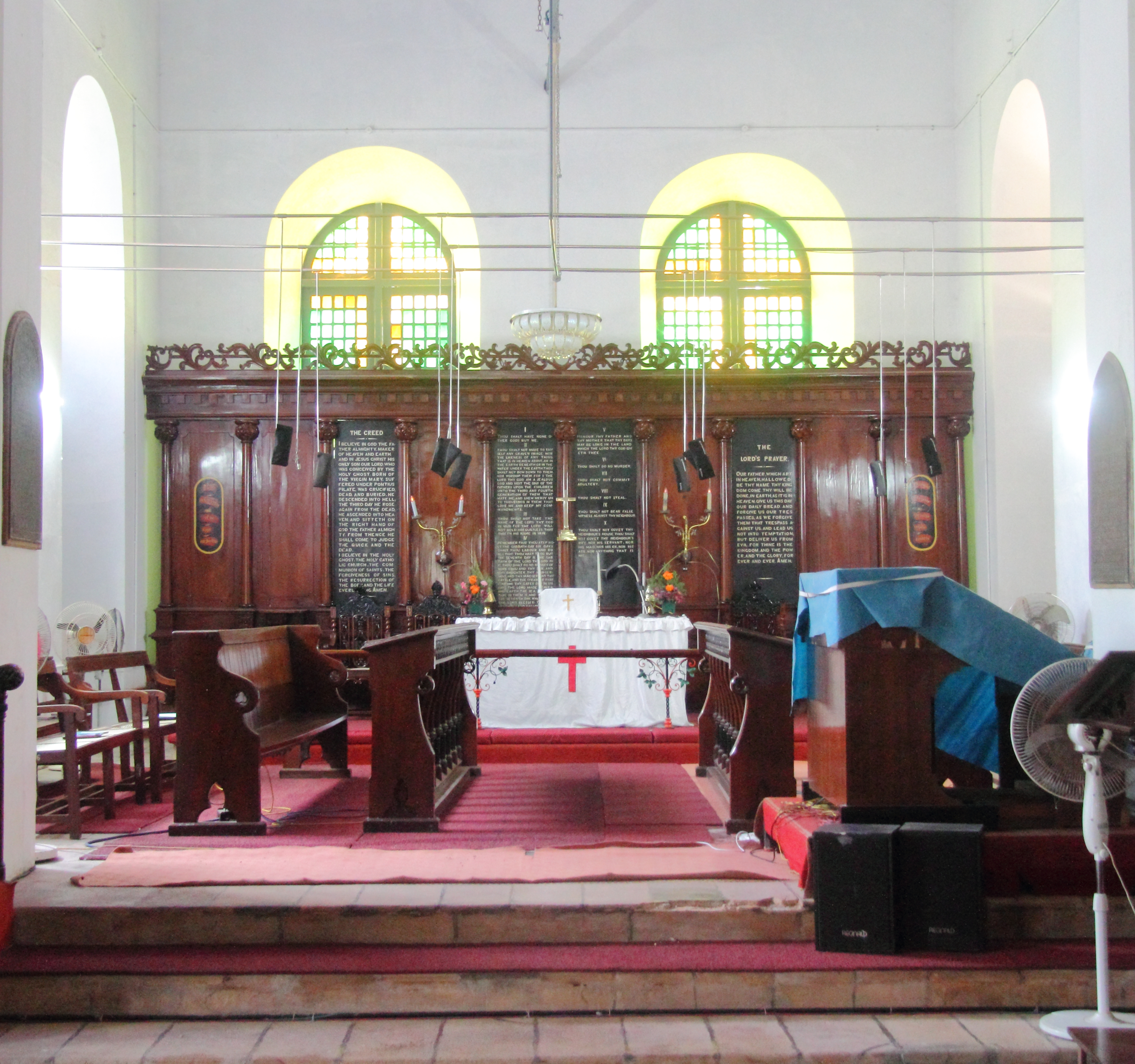
Chor
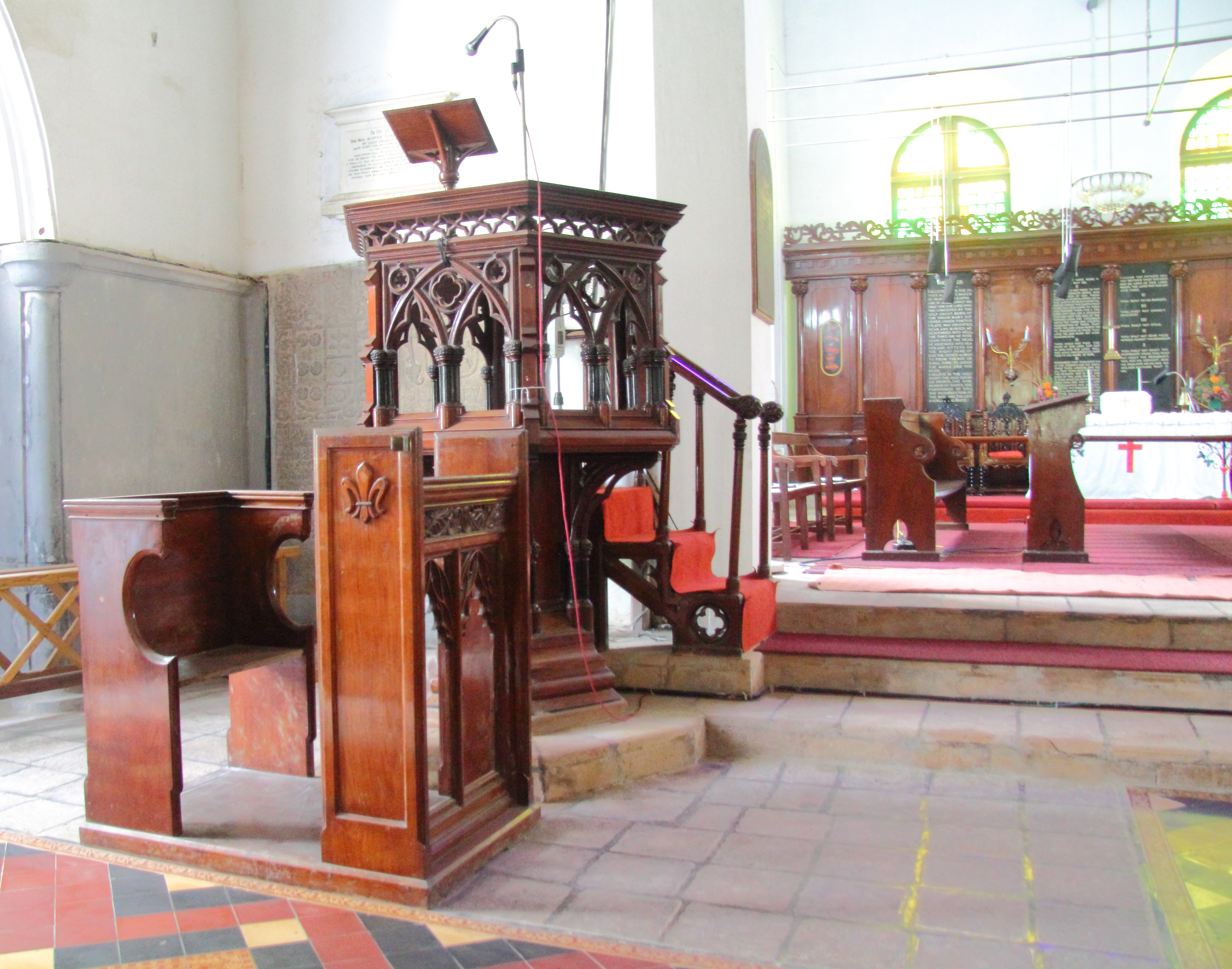
Kanzel

## Anfänge unter portugiesischer Herrschaft
An einer exponierten Stelle auf einer Halbinsel vor einem natürlichen Hafen in Südindien errichteten die Portugiesen im Jahre 1503 bald nach ihrer Ankunft eine erste Festung, das Fort Emmanuel, dessen Standort heute Fort Kochi genannt wird. Im Schutz dieser Festung entstand die erste portugiesische Siedlung mit der ersten Kirche, die St. Bartholomäus geweiht war. Der Apostel Bartholomäus soll der Legende nach in verschiedenen asiatischen Ländern, unter anderem auch in Indien, das Evangelium gepredigt haben.
Der erste Bau war eine einfache Holzkonstruktion. Im Jahre 1506 erteilte der Raja von Kochi dem portugiesischen Vizekönig Francisco de Almeida, die Erlaubnis, die Festung und die Siedlung in Stein zu bauen. Die Mönche des Franziskanerordens errichteten die Kirche daraufhin mit Mauerwerk und einem Ziegeldach in festerer Bauweise neu. Nach der Fertigstellung im Jahre 1516 wurde der Heilige Antonius neuer Patron.
Vasco da Gama starb in Kochi auf seiner dritten Indienreise im Jahre 1524 und wurde in der Kirche begraben. 14 Jahre nach seinem Tode wurden seine sterblichen Überreste wieder exhumiert und nach Lissabon überführt. Noch heute ist seine Begräbnisstätte in der Kirche ausgewiesen und wird von Touristen besichtigt. Die Nordwand der Kirche zeigt weitere Epitaphe von portugiesischen Verstorbenen.

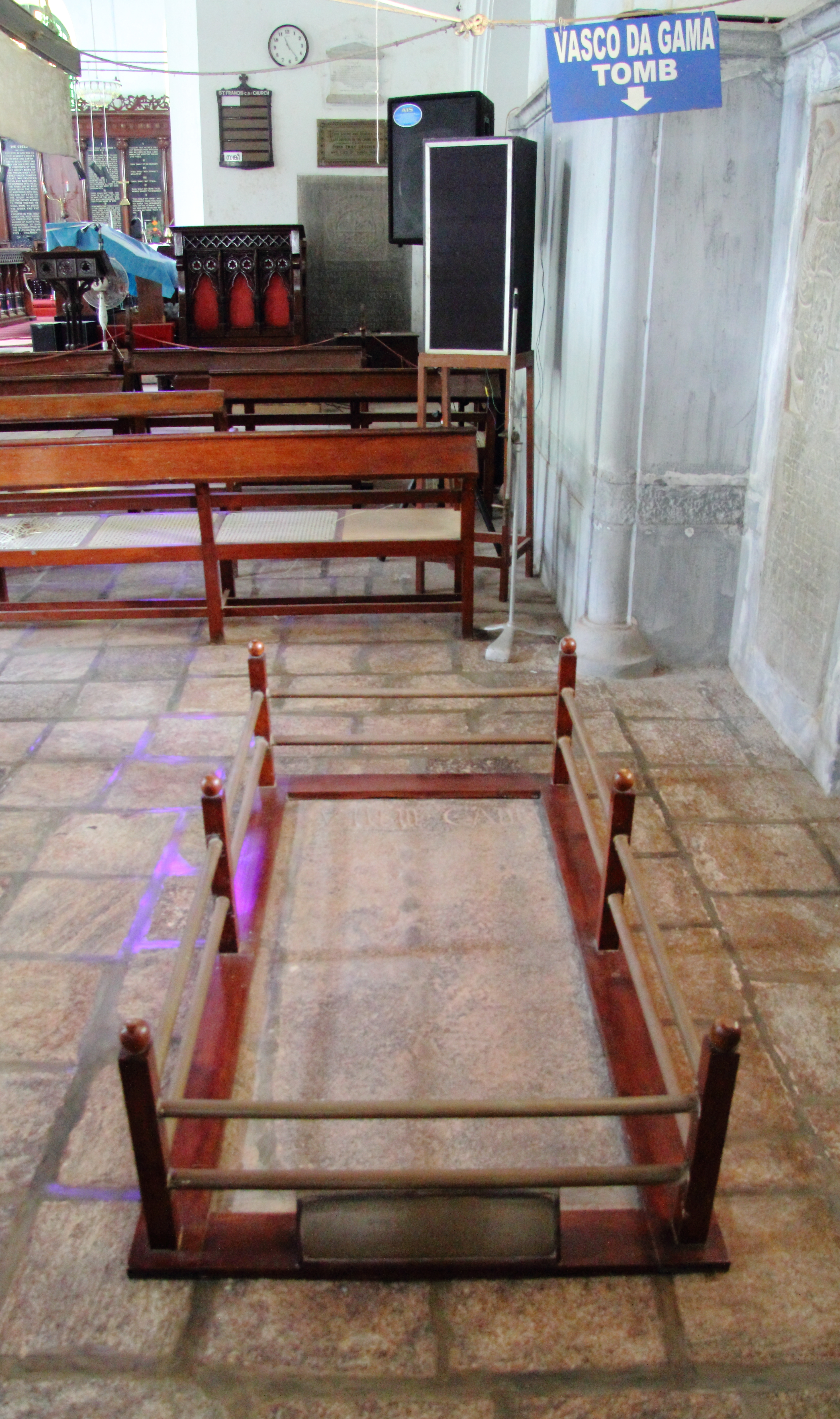
Ursprüngliches Grab von Vasco da Gama
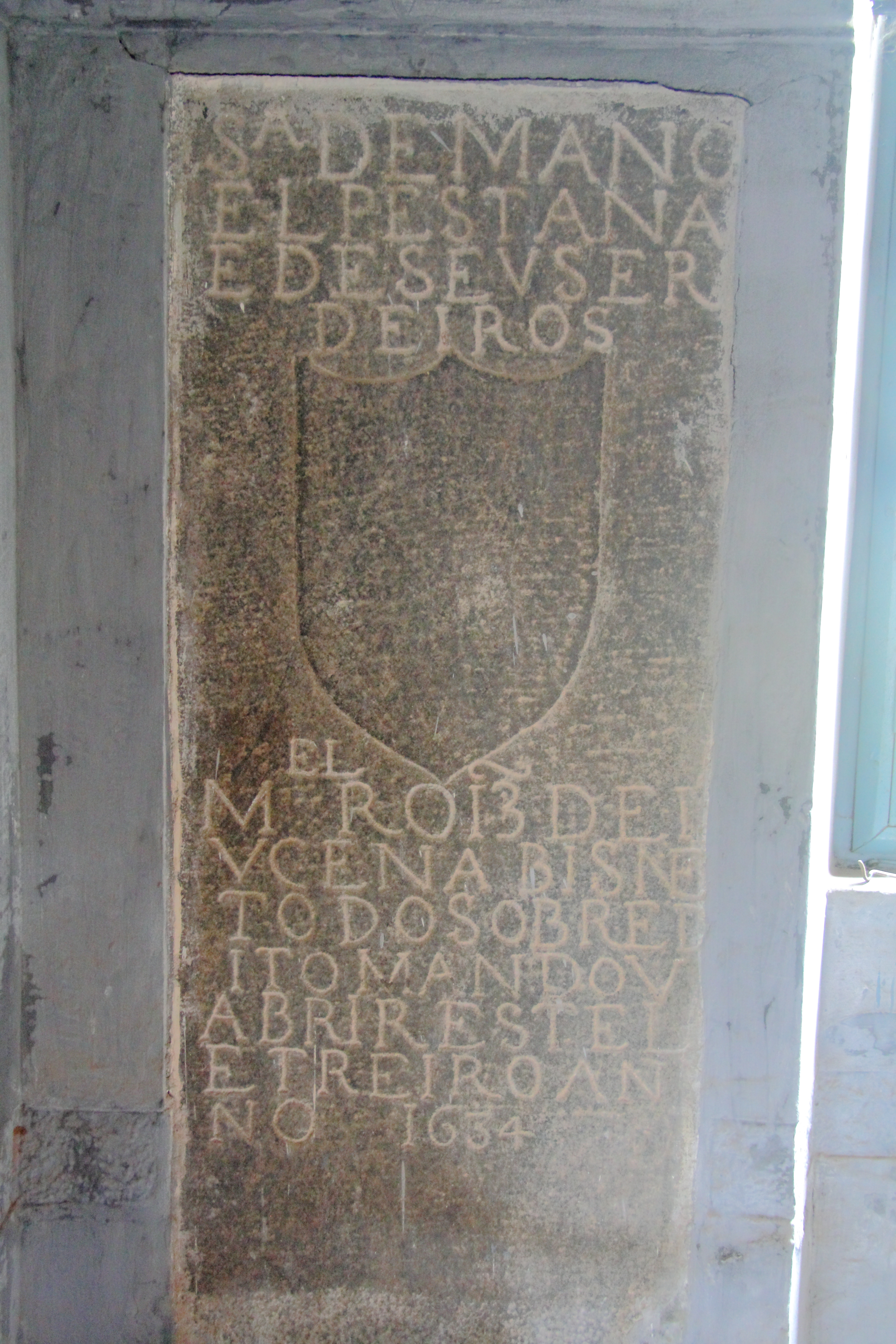
Portugiesischer Grabstein aus dem Jahre 1634

## Niederländische Herrschaft
Im Jahre 1663 eroberten die protestantischen Niederländer Kochi und machten die Stadt zum Hauptsitz der Niederländischen Ostindien-Kompanie. Sie zerstörten alle katholischen Kirchen und Klöster bis auf diese eine Hauptkirche und wandelten sie in eine Staatskirche um. Im Jahre 1779 wurden Renovierungsarbeiten durchgeführt. An der Südwand der Kirche sind noch heute Epitaphe niederländischer Verstorbener zu sehen. Weitere Grabsteine findet man noch heute auf dem nahegelegenen niederländischen Friedhof.

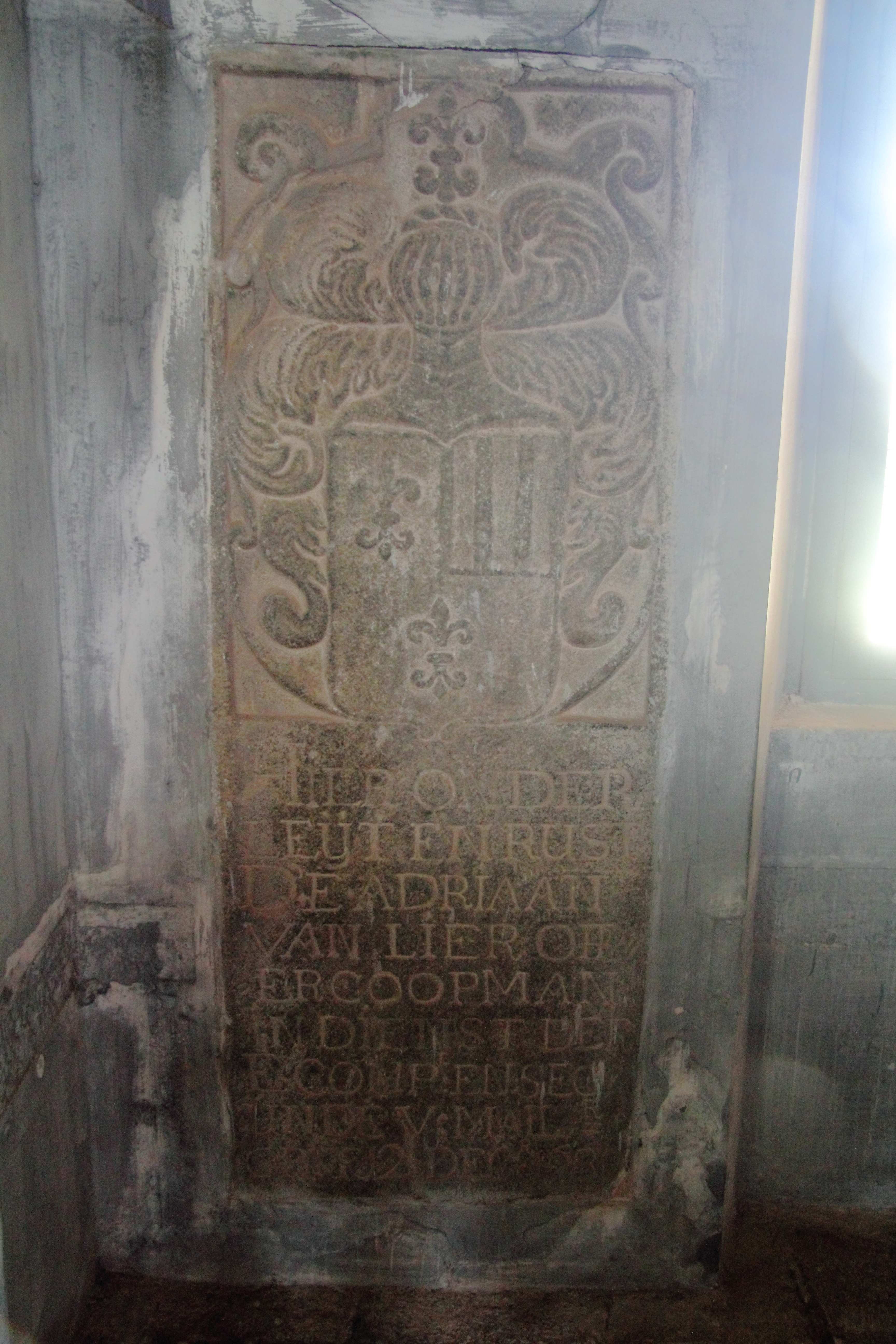
Niederländische Grabsteine an der Südwand der Kirche
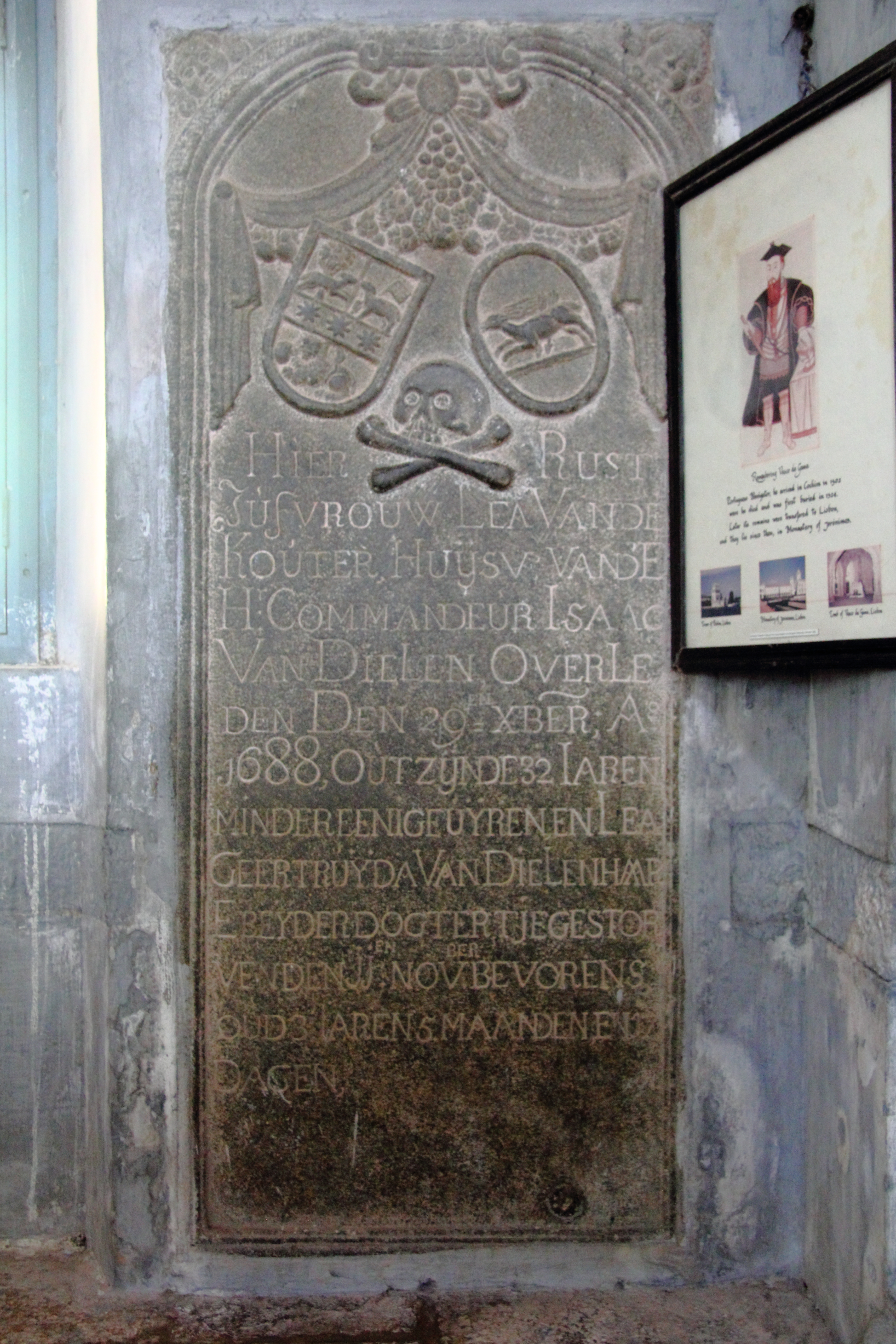
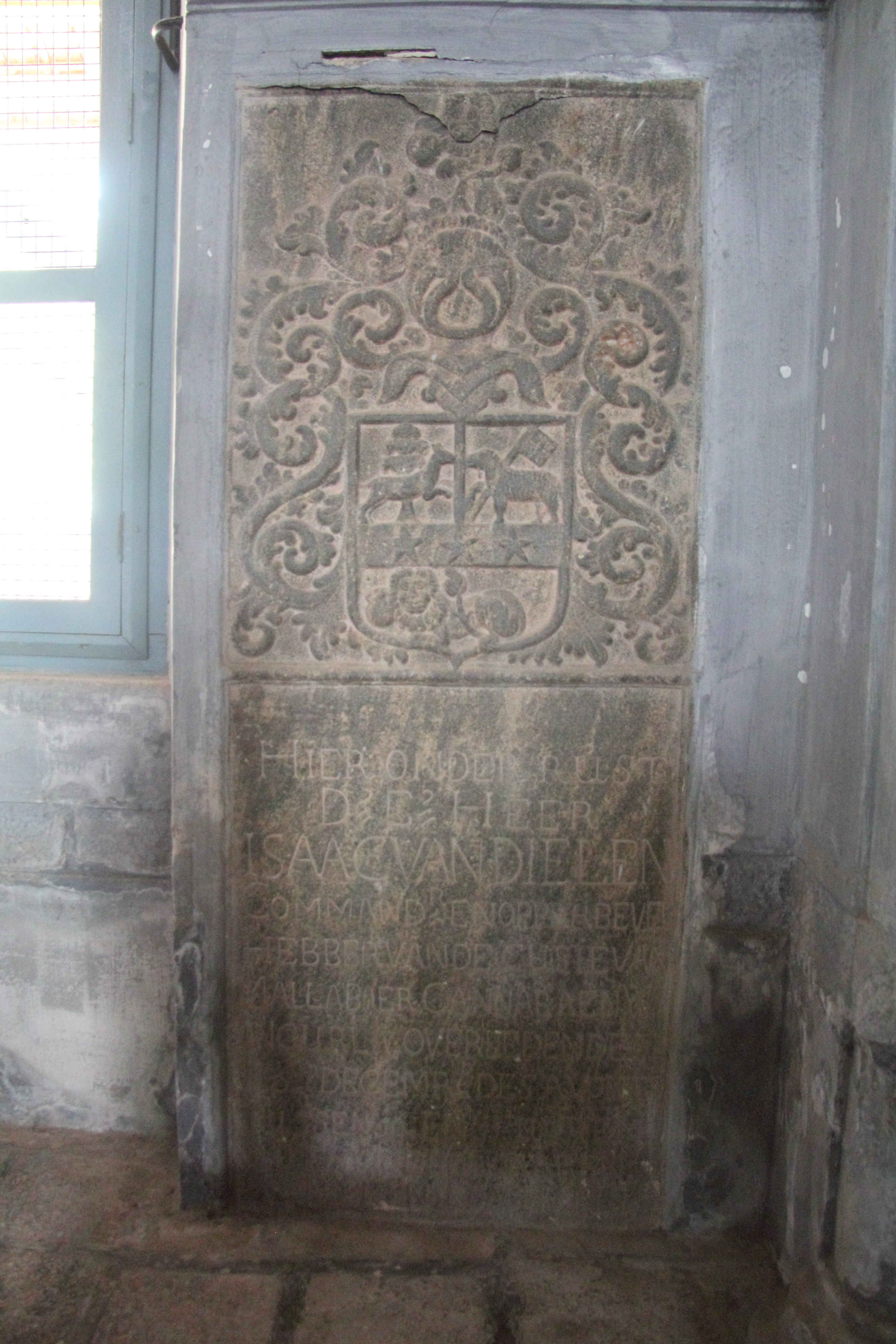

## Britische Herrschaft
Die Briten eroberten Kochi im Jahre 1795 von den Niederländern, gestatteten ihnen aber weiterhin den Gebrauch der Kirche. Im Jahre 1804 übergaben die Niederländer die Kirche freiwillig an die anglikanische Gemeinde. Es wird vermutet, dass die Anglikaner die Kirche nach dem Heiligen Franziskus umbenannten.
Aus der Zeit der Briten stammen das heute genutzte Mobiliar und die Kanzel aus Holz sowie die meterlangen, mit Hand über Seilen betriebenen Luftfächer (Pankha), die den Gottesdienstbesuchern bei dem ortsüblichen heißen Wetter Luft zufächeln sollten. An den Wänden erinnern Gedenktafeln aus Messing und Marmor an verstorbene Briten. Im Jahre 1920 wurde auf dem Platz vor der Kirche ein Kenotaph errichtet für die Einwohner von Kochi, die Opfer des Ersten Weltkriegs geworden waren.
Im April 1923 wurde die Kirche unter Denkmalschutz gestellt (Protected Monuments Act 1904). Die Umfassungsmauern wurden im Jahre 1924 errichtet.

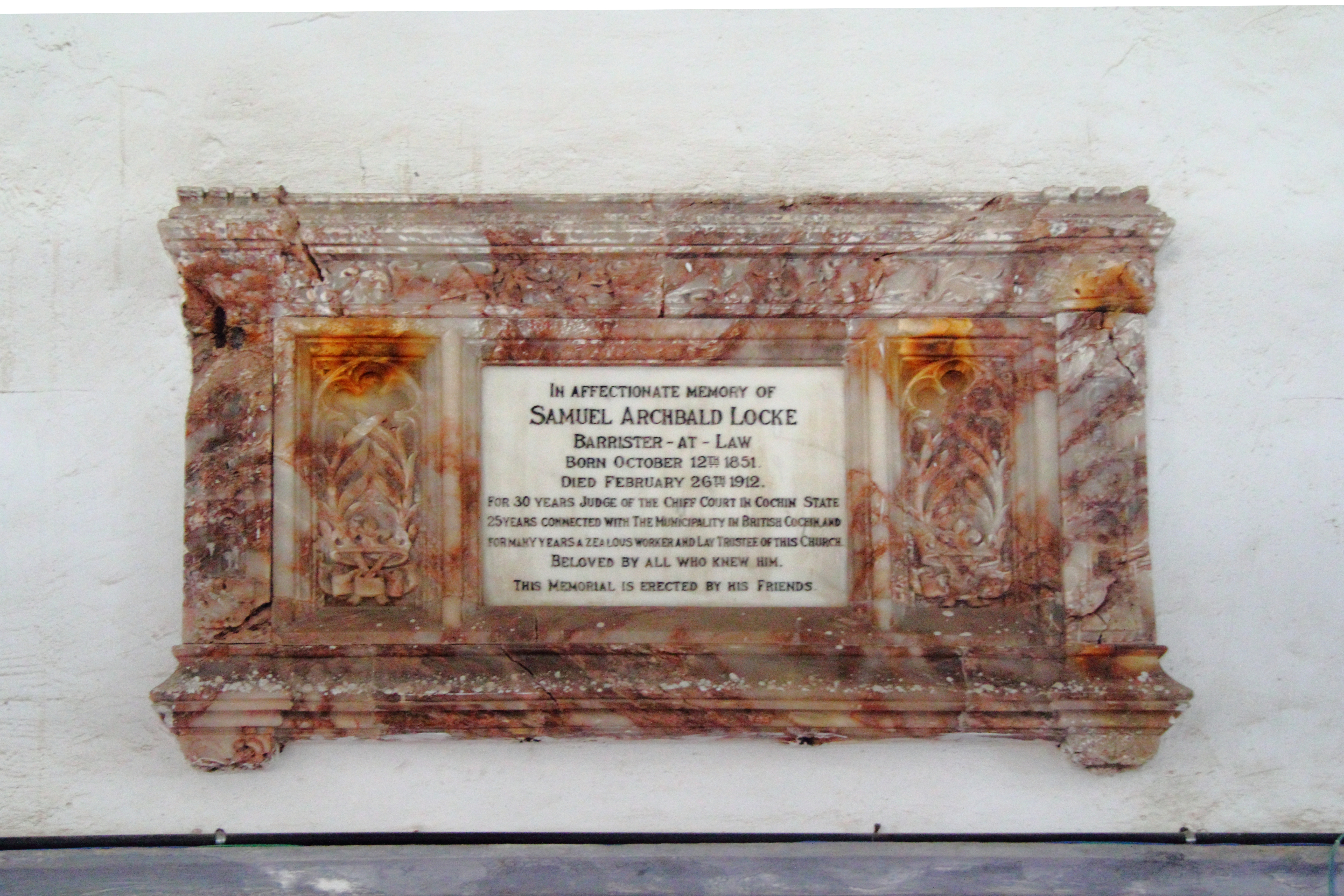
Britisches Epitaph von 1912 an der Nordwand des Kircheninnern
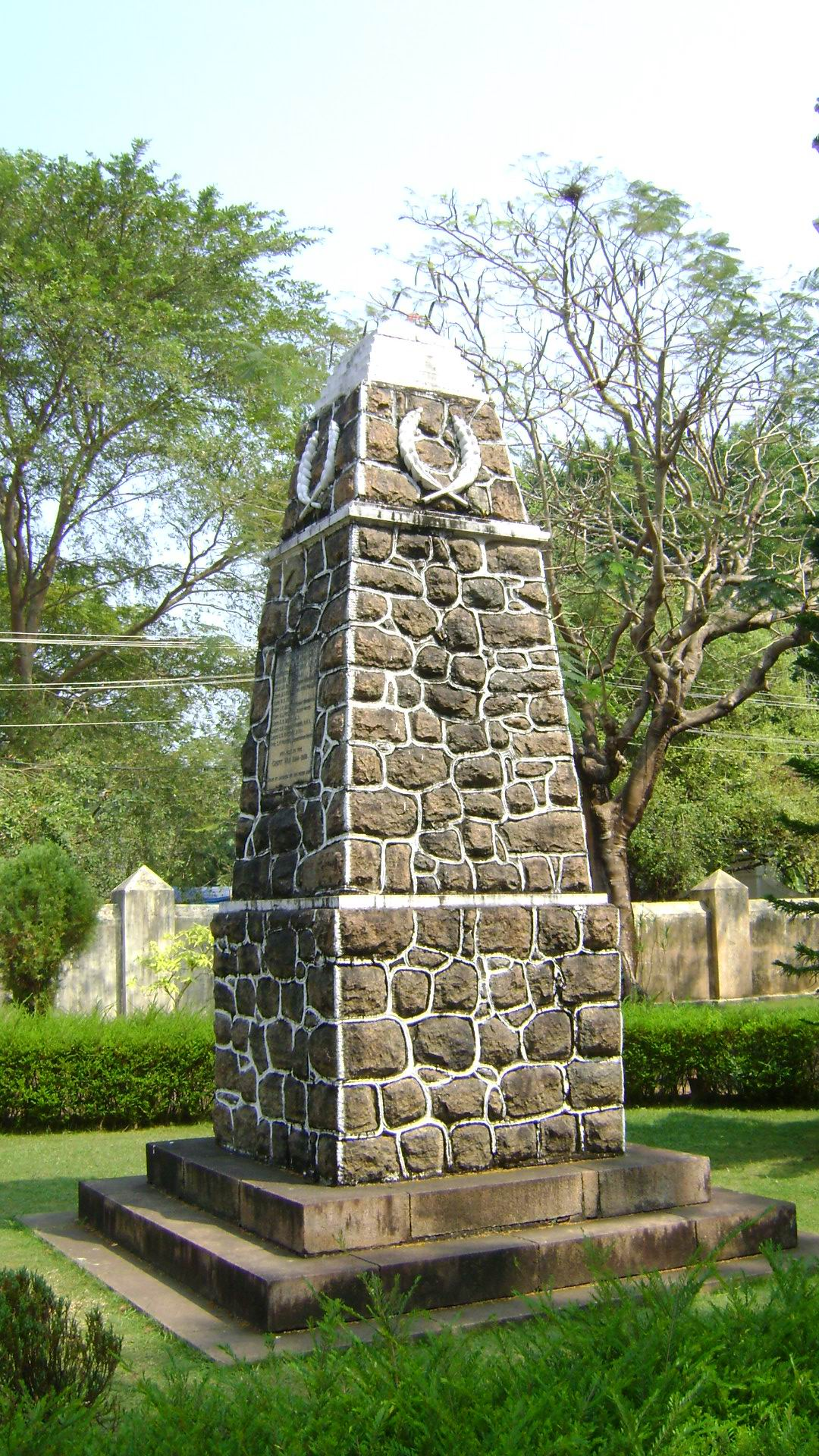
Kenotaph für die Opfer des Ersten Weltkriegs von 1920 vor dem Haupteingang